# 岡田塗装所
株式会社岡田塗装所（おかだとそうじょ）は、日本の塗装業者の一つ。
本社は上野駅近くの東京都台東区北上野2-11-5。代表取締役は岡田公子。

## 概要
金属塗装・焼付塗装企業で、工業塗装業界に属する。1935年（昭和10年）2月11日、初代、岡田勇により東京市下谷区入谷町に岡田塗装所として創業。1976年（昭和51年）10月、岡田勇司が代表取締役に就任、2010年11月、岡田公子が代表取締役に就任し、金属塗装業界において環境問題に対する提言及び事業への取り組みを積極的に行っている。
二代目、岡田勇司は日本工業塗装協同組合連合会の副会長及びその下部団体である東京工業塗装協同組合にて副理事長を務め、主にVOC削減に関する環境問題においては業界団体と横断的に話し合いを持ち、環境省（VOC排出抑制対策検討会塗装委員）及び東京都からの委託において全国5都市でのVOC削減に関する講演会にて後援した実績を持つ。
また、厚生労働大臣認定の中央技能検定委員や東京都の下請取引適正化推進委員、厚生労働省の職業能力開発専門調査員などに従事し、業界の規範を常に見守る役目を負っている。
2010年10月9日、その功績が認められ岡田勇司は旭日双光章を拝受した。

## 沿革
- 1935年（昭和10年） 2月 東京市下谷区入谷町において　創業者　岡田勇　岡田塗装所を創業
- 1940年（昭和25年）12月 東京都台東区北上野（現本社所在地）に移転
- 1959年（昭和34年）10月 株式会社に組織を改組。同時に創業者　岡田勇　代表取締役に就任
- 1960年（昭和35年） 4月 機械彫刻部門　開設
- 1970年（昭和45年） 4月 岡田勇司　専務取締役に就任
- 1976年（昭和51年）10月 岡田勇司　代表取締役に就任、岡田勇　取締役会長に就任
- 1987年（昭和62年）10月 埼玉県東葛飾郡吉川町（現埼玉県吉川市）に吉川工場を開設
- 1991年（平成3年）　3月 本社ビル落成。同時に東京本社工場を閉鎖
- 2006年（平成18年） 8月 東京都中央区勝どきに銀座分工場開設
- 2008年（平成20年）12月 岡田勇一郎　専務取締役に就任
- 2010年（平成22年）11月 岡田公子　代表取締役会長に就任、岡田勇一郎　取締役社長に就任